# Burg im Leimental
Burg im Leimental (toponimo tedesco; in francese La Bourg) è un comune svizzero di 261 abitanti del Canton Basilea Campagna, nel distretto di Laufen.
È uno dei comuni della valle di Leimental.

## Storia
Fino al 1993 fece parte del Canton Berna

## Monumenti e luoghi d'interesse
- Castello di Burg, eretto nel 1250 e ricostruito nel XVII secolo[1];
- Rovine del castello di Schönenberg, eretto nel 1230 e distrutto nel 1356[1].

## Società

### Evoluzione demografica
L'evoluzione demografica è riportata nella seguente tabella:
Abitanti censiti

## Amministrazione
Ogni famiglia originaria del luogo fa parte del cosiddetto comune patriziale e ha la responsabilità della manutenzione di ogni bene ricadente all'interno dei confini del comune.